# Botanischer Garten (Bremen)

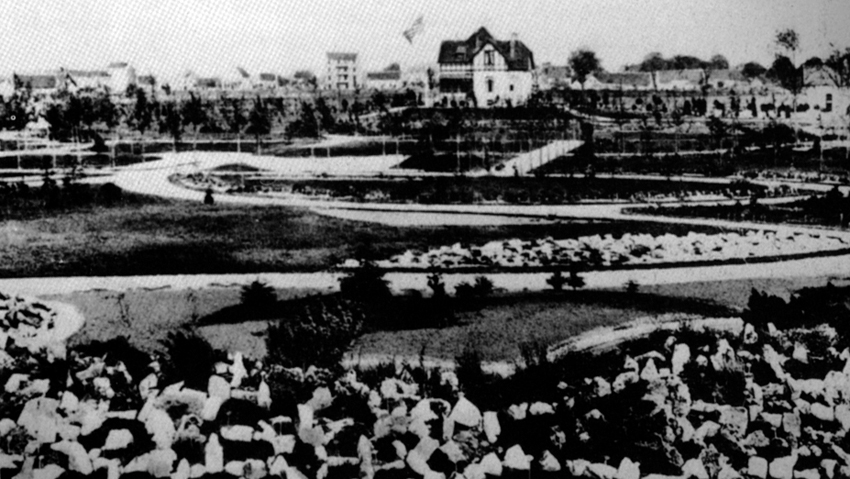
Der Botanische Garten in Bremen am Osterdeich im Jahr 1906

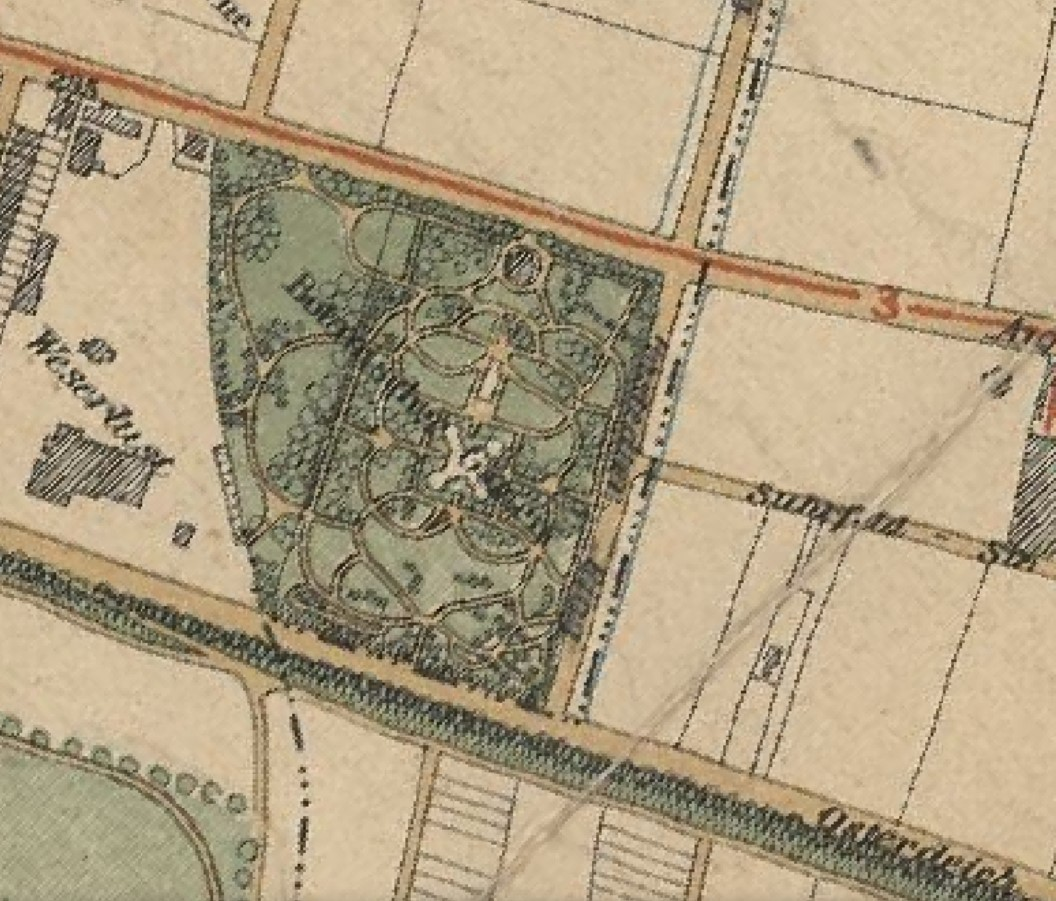
Der erste Botanische Garten auf der Karte von 1924

Der erste Botanische Garten in Bremen war eine von 1905 bis 1935 bestehende Gartenanlage am Osterdeich im damaligen Hastedt. 1937 wurde der Botanische Garten in den Stadtteil Horn-Lehe verlegt und ist seitdem ein Teil des dort damals neugegründeten Rhododendron-Parks.

## Geschichte
1904 stellte der Bremer Unternehmer und Mäzen Franz Schütte ein 4,2 ha großes Grundstück nahe der Weser auf 25 Jahre zur Verfügung, um hier einen botanischen Garten anpflanzen zu lassen. Das Gelände zwischen den Straßen Osterdeich, Auf der Hohwisch (heute Teil der Hamburger Straße) und Hastedter Ring (heute Georg-Bitter-Straße) grenzte unmittelbar an das Ausflugslokal Weserlust an. Zum Unterhalt des Gartens stiftete er ein Kapital von einer Million Mark, angelegt in verzinsten Wertpapieren.
Den Plan für den Garten gestaltete Bürgerpark-Direktor Carl Ohrt, die Anlage der Pflanzungen übernahmen der Botaniker Georg Bitter und der Schweizer Gärtner Ernst Nußbaumer. Der Garten war pflanzengeographisch gegliedert und umfasste unter anderem Bereiche zur einheimischen Flora und zu norddeutschen Landschaften wie Moor und Heide oder Dünen und Watt aber auch exotische Gewächse aus dem Orient, Mexiko, dem Kaukasus oder der Tundra. Darüber hinaus verfügte er über Bereiche zu übergreifenden botanischen Themen wie Nutz-, Heil- und Giftpflanzen.
Gemäß Franz Schütte sollte der Botanische Garten gleichermaßen der Erholung wie der Bildung dienen. Anlässlich der Eröffnung im Jahre 1905 schrieb er an Bürgermeister Alfred Dominicus Pauli:
„Ich gebe mich der Hoffnung hin, dass durch den botanischen Garten meinen Mitbürgern eine Stätte der Erholung, insbesondere aber heranwachsenden Generationen ein wichtiges Lehr- und Bildungsmittel gegeben wird.“
Die Qualität des botanischen Gartens erlangte in den folgenden Jahren überregionale Anerkennung und war unter anderem für den reichsten Staudenbestand des Kontinents bekannt. Nach dem Ersten Weltkrieg geriet der Garten jedoch in finanzielle Schwierigkeiten als die Inflation das Stiftungskapital aufzehrte. 1923 übernahm daher die Stadt die Betriebskosten der Anlage. Da der Vertrag mit dem Schütteschen Erben zur Nutzung des Geländes 1937 auslief, wurde 1936 die Verlegung der Anlage in die unmittelbare Nachbarschaft des Rhododendron-Parks nach Horn-Lehe beschlossen. Der nach Plänen von Gartenbaudirektor Richard Homann angelegte Garten befindet sich heute noch dort.